# Bonaventura Ćuk
O. Bonaventura Ćuk (Varaždin, 13. srpnja 1907. – Varaždin, 9. siječnja 1940.), hrvatski katolički svećenik, franjevac, hrvatski pjesnik, polihistor, filozof i nastavnik

## Životopisi
Rođen je 13. srpnja 1907. u Varaždinu. U svom rodnom gradu polazi pučku školu i niže razrede na državnoj gimnaziji. Već 12. kolovoza 1922. prima pod okriljem Majke Milosti na Trsatu redovničko odijelo sv. Franje. Po propisima Reda promijeni ime i dobi ime jednog od najučenijih franjevaca i crkvenog naučitelja – sv. Bonaventure. I možda ne pukim slučajem. Nakon završena novicijata polaže redovničke zavjete 23. kolovoza 1923. i polazi u Zagrebu nadbiskupsku gimnaziju, gdje je s uspjehom završio ispit zrelosti. Pod mudrim vodstvom o. Alekse Benigara, koji mu je bio magister u Zagrebu od 1924. do 1927. napreduje u duhovnom životu i znanosti. Bogosloviju studira od 1927. do 1932. u Zagrebu. Od tada je umni rad njegov posebni elemenat na koji se dao svom dušom i svim silama svoga bića.
U to vrijeme je zagrebački samostan siromašan. Braća u njemu žive pretežno od milostinje. I o. Bonaventura prolazi našim selima u prošnju. A iza ovog napornog posla zatvara se u sobu udubljujući se u knjige. Knjižnice su za njega bile najbogatije riznice iz kojih je umio da sabere već kroz svoje redovne studije toliko duševno bogatstvo da su mu se divili ne samo njegovi suučenici nego i njegovi profesori. O. Bonaventura je doista bio pravi filozof.
Njegovom inicijativom zagrebački franjevački bogoslovi oživljuju zbor »Duns Scota« i pokreću za sebe časopis »Corona«. On daje inicijative i direktive. Upravo je krcat znanjem. Ima svestranu naobrazbu i vrlo dobro pozna literaturu.
Godine 1930. natjecao se s radnjom »Najznamenitiji estetičari Čehoslovačke i Jugoslavije prema mojoj definiciji umjetnosti« na natječaju što ga je raspisalo Zagrebačko sveučilište, a 27. siječnja 1931. godine mu je dodijeljena zaslužena nagrada za to djelo. U njegovoj se pismenoj ostavštini nalaze još dva djela iz 1932. godine: »Filozofska vrijednost najznamenitijih filozofa Čehoslovačke i Jugoslavije« i »Prilog poznavanju eocenskih koralja«.
Po završetku studija zaređen je u Zagrebu 23. listopada 1932. za svećenika. Već za godište 1932/33. povjereno mu je uređivanje dječjeg časopisa »Anđeo Čuvar«. Kao urednik toga časopisa vodio je rubriku »Pošta«, u kojoj je mlade suradnike uvodio u umjetnost pisanja. Inače je i sam mnogo pisao u tom časopisu. Svoje je članke najčešće potpisivao sa pseudonimom: Kohelet, dr. Crnko Dugorep, fra Bonaventura, Prigorac i Varaždinec. Često se javljao i u časopisu »Glasnik sv. Franje«.
Nakon bogoslovskih nauka i nakon odsluženog vojnog roka (6. lipnja 1931. – 6. prosinca 1931.) u Savskoj bolničarskoj četi u Zagrebu upisuje se na zagrebački Filozofski fakultet gdje izabire biološku grupu. Ispite iz kemije i mineralogije polaže kao prvi diplomski ispit 17. veljače 1934., a 24. listopada 1934. polaže drugi diplomski ispit iz geologije i paleontologije. Dozvolom Ministarstva prosvjete i poglavara provincije odlazi 14. ožujka 1935. u Beč gdje sluša specijalnu filozofiju kod prof. Jana Versluysa, Mansa Przibrama i prof. Wernera. Nakon tri semestra polaže doktorat 7. srpnja 1936. iz specijalne filozofije (»Die Evidenz als Wahrheitskriterium oder System des logischen Parzialismus«) kao glavnog predmeta i zoologije kao sporednog predmeta.
Po povratku iz Beča uprava ga je Provincije imenovala nastavnikom na Franjevačkoj gimnaziji u Varaždinu. S predavanjima je počeo u školskoj godini 1936/37. Predavao je prirodopis, zemljopis, geologiju, higijenu i vjeronauk. Njegov neumjereni i prekomjerni rad i premalena pažnja za svoj organizam su razlozi njegova oboljenja od tuberkuloze. S predavanjima na gimnaziji prestaje 4. ožujka 1939. Bio je u sanatoriju u Novom Marofu, ali mu to ništa nije pomoglo. Bolest je pobijedila iscrpljeni organizam. Umro je u Varaždinu 9. siječnja 1940. godine.